# 둘리나라
둘리나라는 아기공룡 둘리를 1983년부터 10년간 보물섬에 연재하던 원작자 김수정이 대한민국 만화캐릭터를 지속성이고 세계적인 캐릭터로 성장시키기 위해 조직적인 활동이 필요함을 느끼고 1995년 2월 설립한 회사이다. 회사의 사업부분은 애니메이션 제작과 캐릭터라이센싱이다.

## 제작 애니메이션
- 아기공룡 둘리 1기 (1985년 작)
- 아기공룡 둘리 2기: 베이비 사우루스 둘리(1987년 작)
- 아기공룡 둘리 3기: 아기공룡 둘리의 모험(1999년 작)
- 아기공룡 둘리 4기: 아기공룡 둘리 2009(2009년 작)
- 고길동의 모험 (1996년 작)
- 비행기 타고 둘리 나라로!! (1995년 작)
- 둘리와 배낭여행 (1995년 작) 드라마

## 영화 애니
- 아기공룡 둘리:얼음별 대모험 (1996년 작)